# Alfred von Bary

Jenny von Bary-Doussin: Büste Alfred von Bary

Alfred Erwin Cajetan Maria von Bary (* 18. Januar 1873 in Valletta, Malta; † 13. September 1926 in München) war ein deutscher promovierter Neurologe und Opernsänger (Tenor). Er war zudem einer der bedeutendsten Wagnertenöre des frühen 20. Jahrhunderts.

## Leben
Alfred von Bary wurde am 18. Januar 1873 als britischer Staatsbürger in Valletta auf Malta geboren und anglikanisch getauft. Sein Vater, der Arzt Erwin von Bary, hatte sich hier niedergelassen und bereitete sich auf eine Expedition durch die Sahara in den Sudan vor. 1877 verstarb er in der südlibyschen Karawanenstadt Ghat. Nachdem auch der ältere Bruder Richard (* 1870) auf Malta 1877 verstorben war, kehrte die Mutter, Anna, geb. Gramich, mit Alfred nach München, der Heimatstadt des Vaters, zurück.

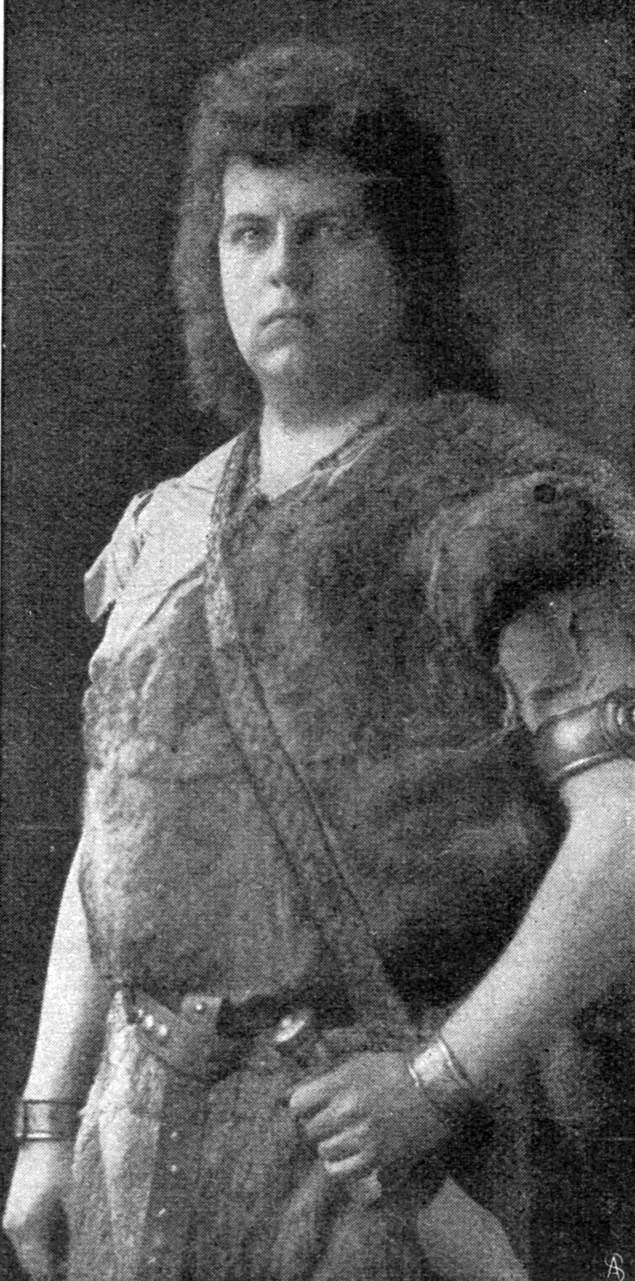
Alfred von Bary als Siegmund, 1904

Alfred von Bary trat am 13. April 1883 ins Münchner Maximiliansgymnasium ein und bestand 1892 die Abiturprüfungen. Er studierte zunächst Medizin und wurde 1898 zum Dr. med. promoviert und als Arzt approbiert. Bis 1899 war er als 2. Assistenzarzt an der Kuranstalt für Gemüts- und Nervenkranke in Ahrweiler tätig und übersiedelte dann nach Leipzig, wo er an der Universität ein Erweiterungsstudium im Fach Psychiatrie bei dem Hirnforscher Professor Paul Flechsig aufnahm. Bis 1901 war er als „Irrenarzt“ tätig.
Als Assistenzarzt in Leipzig sang er in seiner Freizeit in einem Chor, bei dem der berühmte Dirigent Arthur Nikisch seine Stimme entdeckte. Er nahm nun Unterricht in Stimmbildung und Gesang bei Professor Richard Müller und entwickelte eine sehr klangschöne und kraftvolle Tenorstimme, die ihn zum Interpreten der Heldenrollen in den Musikdramen von Richard Wagner prädestinierte. 1902 wurde er kgl. sächsischer Hofsänger (Heldentenor) an der Dresdener Hofoper. Schon bei seinem Debüt als Lohengrin erregte der junge Sänger großes Aufsehen. Engagements an führenden deutschen Bühnen folgten. Schwerpunkte des künstlerischen Wirkens waren die Hofopern in Dresden und München. Mit dem Pianisten Alexander Dillmann unternahm er Konzertreisen mit Auftritten u. a. in Basel, Bern, Gotha, Wiesbaden, Hannover, Düsseldorf, Frankfurt/M., Nürnberg und Budapest.
Zwischen 1904 und 1914 war er alljährlich bei den Bayreuther Festspielen zu hören, mindestens bis 1908 weiterhin unter Vertrag in Dresden, und sang dort den Lohengrin, den Parsifal, den Tristan und den Siegmund sowie die Partie des Siegfried. Richard Wagners Witwe Cosima und Kaiser Wilhelm II. schätzten den Sänger ganz besonders. Der Musikkritiker Albert von Puttkamer schrieb 1927 in seinem Buch 50 Jahre Bayreuth, dass von Bary der beste Lohengrin in der Zeit vor dem Ersten Weltkrieg gewesen sei.
Ab 1912 war von Bary in München niedergelassen, war kurze Zeit als Arzt tätig und Mitglied des Münchner Ärzteorchesters. 1915 zog er mit seiner Frau in eine Villa mit anschließendem Ateliergebäude im Ortsteil Bogenhausen (Possartstr. 35 und 37) ein. Nachdem er noch im Herbst 1914 durch König Ludwig III. von Bayern zum kgl. Hofsänger ernannt worden war, erfolgte zum 1. Oktober 1918 die Kündigung des Vertrags an der Hofoper wegen hochgradiger Kurzsichtigkeit, fortschreitenden Erblindung und stimmlicher Probleme. 1920 bis 1925 studierte er katholische Theologie an der Münchner Universität, erlitt 1925 einen Schlaganfall und verstarb 1926 an den Folgen eines weiteren Anfalls. Beigesetzt wurde er auf dem Münchner Waldfriedhof (Grabstätte 7-W-9).

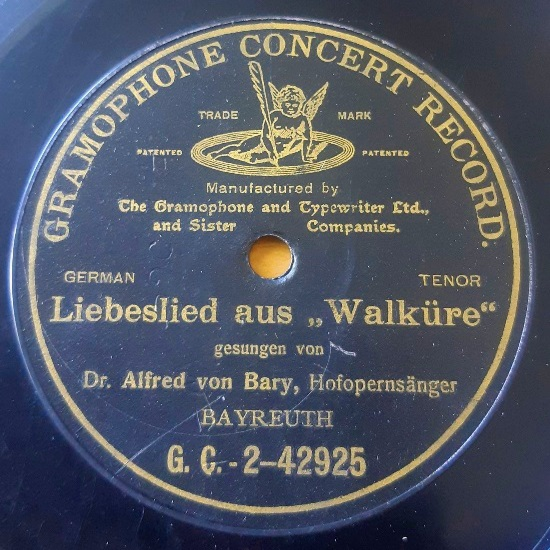
Schallplatte von Alfred von Bary (Bayreuth 1904)

Alfred von Bary heiratete am 15. Januar 1902 in Dresden Thekla Koch, von der er sich 1908 scheiden ließ. In zweiter Ehe heiratete er am 9. Januar 1909 in Dresden die Bildhauerin Jenny Doussin. Sie verstarb am 16. August 1922 in München. Von den drei Söhnen der ersten Ehe wurde Siegmund (1903–1991) Rechtsanwalt; Siegfried (1906–1976) und Gottfried (1907–?) ließen sich als Ärzte nieder. 
Alfred von Bary verfasste Essays über künstlerische oder psychologische Fragen. Im Gegensatz zu seinem Zeitgenossen Enrico Caruso erkannte er jedoch die Möglichkeiten der Schallplatte nicht. Daher liegen nur zwei Aufnahmen von Arien aus Wagners Walküre vor, die einen Eindruck seiner kraftvollen und hervorragend geführten Stimme geben. Die relativ kurze Karriere und der Mangel an Schallplattenaufnahmen haben dazu geführt, dass Alfred von Bary heute weitgehend vergessen ist.
Ein Bildnis des Sängers hängt in der Staatsoper in München, eine verschiedenfarbige Marmorbüste von Jenny von Bary befindet sich in den Staatlichen Kunstsammlungen Dresden (Inventarnummer ZV 2360 a). Als Werke von Jenny von Bary waren 2003 im Münchner Kunsthandel die Marmorbüste „Alfred von Bary als schlafender Thannhäuser“ und ein weiteres Marmorbildnis angeboten.
Die Barystraße in München-Obermenzing wurde nach ihm benannt.
Alfred von Bary hinterließ zwei Aufnahmen seiner Stimme auf G&T (Bayreuth 1904).